# Eugen Deditius
Eugen Paul Theodor Deditius (* 31. Dezember 1860 in Kronstadt, Schlesien; † 21. Januar 1921 in Lübeck) war ein deutscher Branddirektor und Baubeamter der Freien und Hansestadt Lübeck.

## Leben

### Laufbahn
Nach dem Schulbesuch des Realgymnasiums am Zwinger in Breslau studierte Deditius von 1880 bis 1884 das Baufach an der Technischen Hochschule (Berlin-)Charlottenburg und arbeitete unter Stadtbaurat Hermann Blankenstein bei Neubauten der Irrenanstalt Dalldorf und später bei den Hochbauten der Packhofanlage am Lehrter Bahnhof in Berlin. Seine Bauführerprüfung (das erste Staatsexamen) bestand er 1885. Im selben Jahr kam er als Einjährig-Freiwilliger seiner Militärpflicht beim Eisenbahn-Regiment Nr. 1 in Berlin nach und war danach Reserveoffizier. Zuletzt bekleidete er, noch immer beim gleichen Regiment, den Rang eines Hauptmanns. Die Baumeisterprüfung (das zweite Staatsexamen) bestand er 1889.
1890 arbeitete Deditius als Regierungsbaumeister (Assessor im Baufach) in Oels beim Neubau des Gerichtsgebäudes für das örtliche Amtsgericht.
Zum 1. April 1895 wurde Deditius Leitender Beamter der Baupolizei. Zum 1. Juli ging er als Baupolizeidirektor und Branddirektor nach Lübeck, um das dortige Feuerlöschwesen und die Baupolizei neu zu organisieren. Damit hatte er seine Lebensaufgabe gefunden und, wie es Johannes Baltzer in seinem Nachruf später ausdrückte, an seinem Teil für die Entwicklung Lübecks mitgearbeitet wie kein Zweiter. Im Jahr 1909 erhielt er den Titel eines Baurats.
Zu seinem Dienstantritt war die Feuerwehr noch eine freiwillige, deren Mannschaft aus Straßenreinigern und Privathandwerkern zusammengestellt wurde. Aus diesen sollte eine Berufsfeuerwehr geschaffen werden. Nachdem er unter Branddirektor Adolph Libert Westphalen in Hamburg eine kurze Ausbildungszeit auf dem ihm bisher fremden Gebiet machte, förderte er die Vorbereitungen einer Berufsfeuerwehr, bis diese am 1. Juli 1898 ins Leben trat. Nun arbeitete er ständig an deren Weiterbildung.

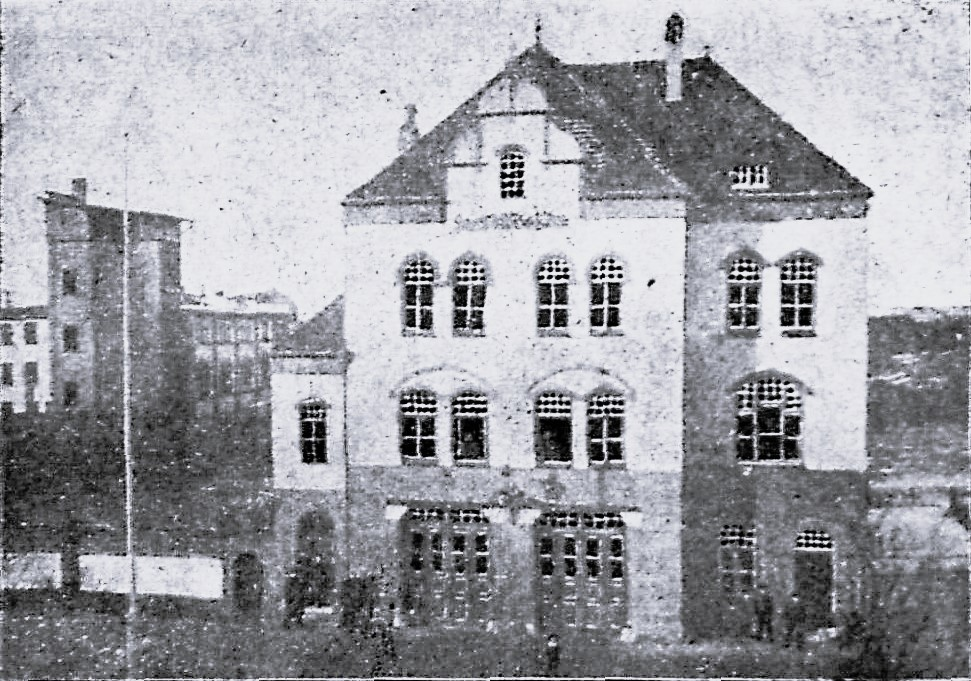
Feuerwache St. Lorenz mit Steigerturm und Turnhalle

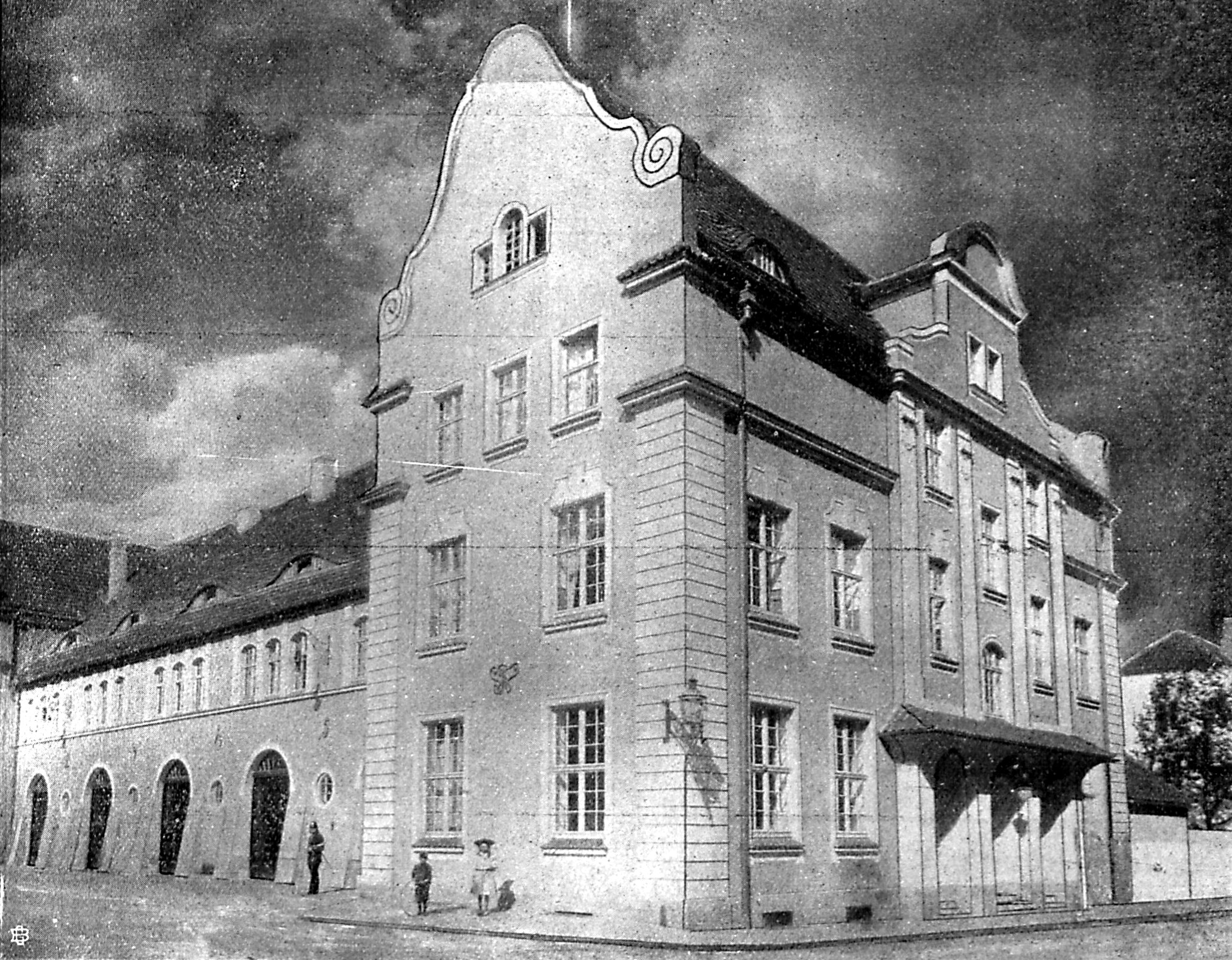
Hauptfeuerwache

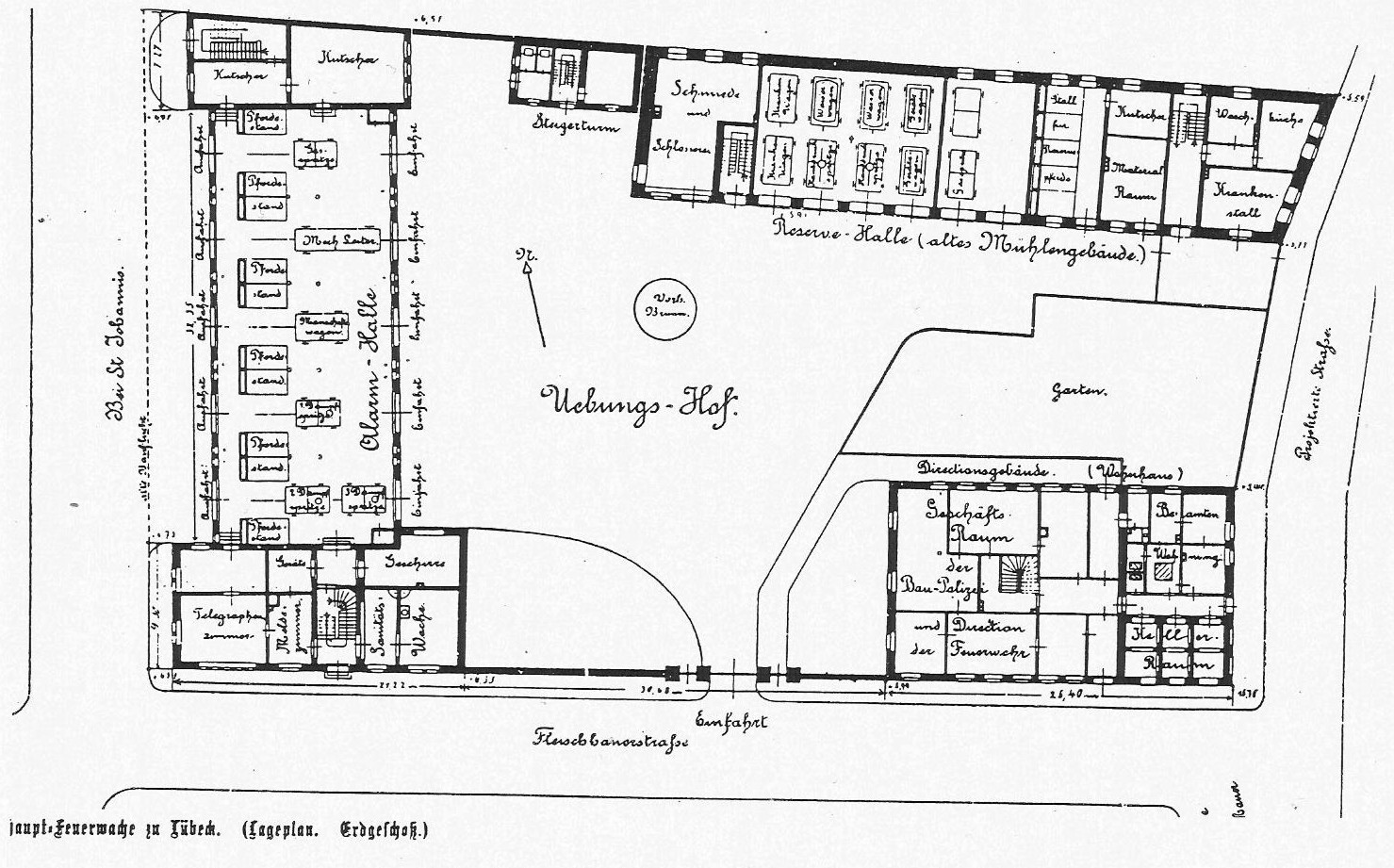
Hauptfeuerwache, Grundriss Erdgeschoss

Die Einrichtungen konnten sich stets mit denen der größten deutschen Städte messen, und in den Kreisen seiner Fachgenossen, aus deren Zunft Deditius nicht direkt hervorgegangen war, hatte seine Stimme stets eine ausschlaggebende Bedeutung. 1901 wurde die St.-Lorenz-Wache mit den damals modernsten Einrichtungen erbaut, 1906 die Hauptfeuerwache dem Betrieb übergeben und gleichzeitig eine Telegrafenzentrale für die Feuermeldung eingerichtet. Die Einrichtungen bewährten sich beispielsweise bei den auf Brandstiftung beruhenden Großbränden der Holzläger der Holz-Großhandlung W. Brüggmann oder des Warenhauses Karstadt im Jahr 1913, oder beim Brand des Schabbelhauses, bei dem er die wertvolle Inneneinrichtung rettete. Erfahrungen auf den Brandstellen wurden von ihm sofort in seinen Feuerschutzbestimmungen und der Bauordnung verwertet.
Als Baupolizeibeamter war es stets Deditius’ Ziel gewesen, die bauliche und städtebauliche Entwicklung Lübecks zu fördern. Die Bauordnung von 1903, die in schweren Kämpfen mit der Volksvertretung durchgesetzt wurde, war sein erstes Werk. Zum Neubau des Stadttheaters wurde beispielsweise eine Theaterneubaukommission gebildet, in die vom Senat die Senatoren Johann Hermann Eschenburg, Eugen Emil Arthur Kulenkamp und Julius Vermehren und aus dem Bürgerausschuss Johannes Daniel Benda, August Sartori (Pädagoge), Blunck, Heinrich Görtz, H. W. Behn, H. L. Fr. Stender und Hermann Otte gewählt wurden. Als Ersatzmänner wurden Meyer, Ernst Wittern und Buchwald aufgestellt. Außerdem waren Baudirektor Johannes Baltzer und Deditius in der Kommission.
Die neuen Baugesetze von 1919, deren Vorarbeit bis in das Jahr 1906 zurückgingen, waren eine Hauptarbeit der späteren Zeit. Ihre bodenreformerischen Grundsätze waren wohl der Grund, dass sie unter dem Einfluss der „neuen Zeit“ schneller als erwartet genehmigt wurden. 1920 feierte er, bereits von Krankheit gezeichnet, sein 25-jähriges Dienstjubiläum. Ihre volle Auswirkung erlebte er nicht mehr, aber er konnte noch die erste einleitende Arbeit dafür in die Wege leiten.
Eine besondere Anerkennung wurde ihm auch noch in seiner letzten Zeit dadurch zuteil, dass die von ihm ausgearbeitete Arbeiterschutzbestimmung vom Reichsarbeitsministerium allen anderen deutschen Regierungen als mustergültiges Vorbild empfohlen wurde.
Seit März 1908 war Deditius aktives Mitglied des Vorstands der St.-Marien-Gemeinde. Darüber hinaus war er in der Synode und der Vorsteherschaft der Gesellschaft zur Beförderung gemeinnütziger Tätigkeit tätig.
Deditius starb Anfang 1921 nach langer, schwerer Krankheit.

### Familie
Deditius heiratete Martha geborene Klar, beide hatten zwei gemeinsame Kinder:
- Die Tochter Annemarie promovierte 1917 an der philosophischen Fakultät der Ludwig-Maximilians-Universität München.[2] und heiratete 1920 in Breslau den Verhaltensforscher Otto Koehler.[3]
- Der Sohn Gerhard war Kandidat des höheren Lehramts und zog als Reserveoffizier des 3. Hanseatischen Infanterie-Regiments Nr. 162 „Lübeck“ mit diesem als Leutnant in den Ersten Weltkrieg. Der Lübecker Senat verlieh ihm am 19. April 1916 das Hanseatenkreuz. In der Schlacht an der Somme wurde er Kompanieführer und zeichnete sich mit der ihm unterstellten Kompanie aus.[4] Als Adjutant eines Bataillons wurde er am 18. August 1918 bei Canny-sur-Matz schwer verwundet und erlag kurz darauf im Lazarett seinen Verletzungen.[5]